# Jezerane
Jezerane ist eine Ortschaft in der Gespanschaft Lika-Senj in Kroatien mit 375 Einwohnern. Sie liegt am Südhang des Gebirgszugs Mala Kapela. Die Ortschaft gehört zur Gemeinde Brinje.

## Geographie
Jezerane liegt im Norden der landwirtschaftlich geprägten Lika, im nordöstlichen Teil der Gemeinde Brinje, 10 km nordöstlich des gleichnamigen Hauptortes der Gemeinde. Die Ortsgemarkung grenzt an die Dörfer Križ Kamenica, Križpolje und Stajnica. Jezerane befindet sich auf der historisch bedeutenden Josephinischen Straße (Josephina, Jozefina), einer ehemaligen Salzstraße, welche Zentralkroatien (Karlovac) mit Senj am Meer verbindet.

## Geschichte
Jezerane hieß einst Jezerin. Erstmals erwähnt wurde es 1476.

## Sehenswürdigkeiten
Die Sankt-Georgs-Kirche in Jezerane wurde um 1821 erbaut und 1961 renoviert.

## Söhne und Töchter des Ortes
- Janko Vuković-Podkapelski

## Galerie
| St.-Georgs-Kirche in der Ortsmitte | Viadukt „Jezerane“ auf der Autobahn A1 neben der Ortschaft |